# Шекспирс Систър
„Шекспирс Систър“ (Shakespears Sister) е английска алтърнатив поп рок група.

## История
Отначало „Шекспирс Систър“ е солов проект на Шивон Фахи (Siobhan Fahey), известна от групата „Бананарама“. Проектът става дуо, когато американската певица и композитор Марсела Детройт (Марси Леви) се присъединява към Фахи. 
Фахи и Детройт записват и издават заедно два албума, Sacred Heart през 1988 и Hormonally Yours през 1992. Най-големия си успех постигат с песента Stay през 1992 година, като песента заковава челната позиция във Великобритания за 8 седмици. Песента се отличава от цялостния репертоар на групата, като водещият вокал е на Марсела Детройт, а Шивон Фахи изпява бриджа на песента. Това води до неразбирателство между двете вокалистки и Марсела Детройт бива изгонена от групата от Фахи. 
Фахи издава два солови албума под името „Шекспирс Систър“: 3 през 2004 и Songs From The Red Room през 2009. 
През 2019 Фахи и Детройт се събират, като издават ЕР-то Ride Again и правят турне във Великобритания. 

## Дискография
- Sacred Heart (1988)
- Hormonally Yours (1992)
- #3 (2004)[1]
- Songs from the Red Room (2009)[1]
- Ride Again (EP) (2019)